# Löts socken, Öland
Löts socken på Öland ingick i Runstens härad, uppgick 1969 i Borgholms stad och området ingår sedan 1971 i Borgholms kommun och motsvarar från 2016 Löts distrikt i Kalmar län.
Socknens areal är 33,88 kvadratkilometer, varav land 33. År 2000 fanns här 271 invånare. Kyrkbyn Löt med sockenkyrkan Löts kyrka ligger i socknen. 

## Administrativ historik
Löts medeltida stenkyrka var uppförd på 1100-talet. I skriftliga källor omtalas dock Löts socken första gången i ett odaterat brev från omkring 1320 och ett daterat från 1346.
Löts socken tillhörde fram till 1690-talet Förbo härad, men överfördes vid dess upplösning till Runstens härad. Byn Karse överfördes 1777 från Löts socken till Alböke socken.
Vid kommunreformen 1862 övergick socknens ansvar för de kyrkliga frågorna till Löts församling och för de borgerliga frågorna till Löts landskommun. Denna senare uppgick 1952 i Köpingsviks landskommun och uppgick 1969 Borgholms stad, från 1971 Borgholms kommun. Församlingen uppgick 2006 i Föra-Alböke-Löts församling.
1 januari 2016 inrättades distriktet Löt, med samma omfattning som församlingen hade 1999/2000.
Socknen har tillhört samma fögderier och domsagor som Runstens härad. De indelta båtsmännen tillhörde 1:a Ölands båtsmankompani.

## Geografi
Löts socken ligger vid östra kusten av norra Öland. Socknen består av skoglös odlingsbygd med alvarsmarker.

## Fornminnen
Några gravrösen från bronsåldern och åtta järnåldersgravfält finns här. En fornborg,  ligegr öster om kyrkan. En runristning finns vid kyrkan.

## Namnet
Namnet (1283 Lööt), taget från kyrkbyn, består av löt (luta), sluttning.

## Befolkningsutveckling
| Befolkningsutvecklingen i Löts socken, Öland 1810–1990                                                  | Befolkningsutvecklingen i Löts socken, Öland 1810–1990 | Befolkningsutvecklingen i Löts socken, Öland 1810–1990 | Befolkningsutvecklingen i Löts socken, Öland 1810–1990 | Befolkningsutvecklingen i Löts socken, Öland 1810–1990 |
| --- | ------------------------------------------------------ | ------------------------------------------------------ | ------------------------------------------------------ | ------------------------------------------------------ |
| |                                                        |                                                        |                                                        |                                                        |
| År |                                                        |                                                        | Folkmängd                                              |                                                        |
| 1810 | 1810                                                   |                                                        | 528                                                    |                                                        |
| 1820 | 1820                                                   |                                                        | 586                                                    |                                                        |
| 1830 | 1830                                                   |                                                        | 630                                                    |                                                        |
| 1840 | 1840                                                   |                                                        | 721                                                    |                                                        |
| 1850 | 1850                                                   |                                                        | 782                                                    |                                                        |
| 1860 | 1860                                                   |                                                        | 899                                                    |                                                        |
| 1870 | 1870                                                   |                                                        | 959                                                    |                                                        |
| 1880 | 1880                                                   |                                                        | 967                                                    |                                                        |
| 1890 | 1890                                                   |                                                        | 876                                                    |                                                        |
| 1900 | 1900                                                   |                                                        | 814                                                    |                                                        |
| 1910 | 1910                                                   |                                                        | 684                                                    |                                                        |
| 1920 | 1920                                                   |                                                        | 625                                                    |                                                        |
| 1930 | 1930                                                   |                                                        | 605                                                    |                                                        |
| 1940 | 1940                                                   |                                                        | 551                                                    |                                                        |
| 1950 | 1950                                                   |                                                        | 484                                                    |                                                        |
| 1960 | 1960                                                   |                                                        | 414                                                    |                                                        |
| 1970 | 1970                                                   |                                                        | 318                                                    |                                                        |
| 1980 | 1980                                                   |                                                        | 308                                                    |                                                        |
| 1990 | 1990                                                   |                                                        | 332                                                    |                                                        |
| Anm: Källor: Umeå universitet - Tabellverket 1749-1859, Demografiska databasen, CEDAR, Umeå universitet |                                                        |                                                        |                                                        |                                                        |

### Fotnoter
1. 1 2 3  Svensk Uppslagsbok Löts socken
2. 1 2  Harlén, Hans; Harlén Eivy (2003). Sverige från A till Ö: geografisk-historisk uppslagsbok. Stockholm: Kommentus. Libris 9337075. ISBN 91-7345-139-8
3. 1 2  Det medeltida Sverige 4:3 Öland
4. ↑  ”Församlingar”. Statistiska centralbyrån. https://www.scb.se/hitta-statistik/regional-statistik-och-kartor/regionala-indelningar/forsamlingar/. Läst 30 december 2022.
5. ↑  Administrativ historik för Löt socken (Klicka på församlingsposten). Källa: Nationella arkivdatabasen, Riksarkivet.
6. 1 2  Sjögren, Otto (1931). Sverige geografisk beskrivning del 2 Östergötlands, Jönköpings, Kronobergs, Kalmar och Gotlands län. Stockholm: Wahlström & Widstrand. Libris 9939
7. 1 2 3  Nationalencyklopedin
8. ↑  Fornlämningar, Statens historiska museum: Löts socken, Öland
9. ↑  Fornminnesregistret, Riksantikvarieämbetet: Löts socken, Öland Fornminnen i socknen erhålls på kartan genom att skriva in sockennamn (utan "socken") i "Ange geografiskt område"